# Charles L. Bennett
Charles L. Bennett, nome completo Charles Leonard Bennett (novembre 1956), è un astrofisico e insegnante statunitense.

## Biografia
Detiene una cattedra di fisica e astronomia alla Johns Hopkins University. 
Nel 1978 ottenne il Bachelor of Science in astronomia all'Università College Park nel Maryland e, nel 1984, un Doctor of Philosophy in fisica Massachusetts Institute of Technology. Attualmente, è impegnato con la NASA nello studio e monitoraggio della sonda spaziale WMAP. Bennett è membro della American Academy of Arts and Sciences e socio della American Association for the Advancement of Science e della American Physical Society.
Nel 2002, la ISI lo riconobbe come lo scienziato maggiormente citato al mondo nella ricerca spaziale. È autore, inoltre, dei due migliori Super Hot Papers in Science pubblicati dal 2003.

## Premi
I più importanti premi ricevuti da C. L. Bennett sono:
- 2009: Premio Comstock per la fisica della National Academy of Science
- 2006: Premio Harvey
- 2006: Premio Gruber Cosmology (assegnato in concomitanza con John Mather e l'équipe COBE per gli studi che confermano che l'universo è nato da un Big Bang caldo[3] [4] [5]).
- 2005: Medaglia Henry Draper della National Academy of Sciences
- 2005: Premio Nazionale Rotary per il successo nelle ricerche spaziali (Mid-Career Stellar Award)
- 2004: NASA Exceptional Scientific Achievement Award (per il WMAP)
- 2003: NASA Outstanding Leadership Award (per il WMAP)
- 2003: Premio John C. Lindsay Memorial per le scienze spaziali
- 2001: Premio Popular Science “Best of What's New” per Aviation and Space for WMAP
- 1992: NASA Exceptional Scientific Achievement Medal (per il COBE)